# Christin Muche
Katja-Christin Muche (* 19. Oktober 1983 in Forst) ist eine ehemalige deutsche  Bahnradsportlerin. 2006 wurde sie Weltmeisterin im Keirin.

## Sportlicher Werdegang
Im Jahr 2000 wurde Christin Muche Weltmeisterin der Juniorinnen im Sprint. Diesem ersten großen Erfolg folgten zahlreiche weitere, wie Europameister-Titel, Siege bei Weltcups sowie nationale Titel. Höhepunkt ihrer sportlichen Karriere war der WM-Sieg im Keirin bei den UCI-Bahn-Weltmeisterschaften 2006 in Bordeaux. Bei den Titelkämpfen 2008 in Manchester errang sie eine Bronzemedaille im Keirin. 2004 und 2008 gewann sie den Großen Preis von Deutschland im Sprint.
Ab 2009 fuhr Christin Muche für das Team Erdgas.2012. Nach einem Bandscheibenvorfall konnte Christin Muche im Jahr 2009 keine Rennen bestreiten und wurde 2010 vom BDR aus dem Kader gestrichen. Bei den deutschen Bahn-Meisterschaften 2010 in Cottbus wurde sie dreifache Vize-Meisterin, im 500-m-Zeitfahren, im Sprint sowie im Keirin. Anschließend trat sie vom aktiven Radsport zurück.

## Erfolge
2000
- Junioren-Weltmeisterin – Keirin
- Junioren-Weltmeisterschaft – 500-Meter-Zeitfahren

2001
- Junioren-Weltmeisterschaft – Sprint, 500-Meter-Zeitfahren

2003
- U23-Europameisterschaft – Keirin
- Deutsche Meisterin – Keirin

2004
- U23-Europameisterschaft – Keirin
- Deutsche Meisterin – Sprint, Keirin

2005
- Weltcup in Manchester – Sprint
- U23-Europameisterin – Sprint, Keirin
- Deutsche Meisterin – Sprint, Keirin

2006
- Weltmeisterin – Keirin
- Deutsche Meisterin – Keirin

2007
- Deutsche Meisterin – Keirin

2008
- Weltmeisterschaft – Keirin
- Deutsche Meisterin – Sprint, Keirin